# Portington (East Riding of Yorkshire)
Portington – osada w Anglii, w hrabstwie East Riding of Yorkshire. Leży 32 km na zachód od miasta Hull i 256 km na północ od Londynu.